# Tanychora sinensis
Tanychora sinensis là một loài tò vò trong họ Ichneumonidae.